# Matti Jutila
Matti Einari Jutila (ur. 17 września 1932 w Suoniemi, obecnie części Nokia, zm. 30 marca 2025) – kanadyjski zapaśnik fińskiego pochodzenia walczący w obu stylach. Olimpijczyk z Tokio 1964, gdzie zajął dziewiąte miejsce w stylu wolnym i dwudzieste w klasycznym. Walczył w wadze piórkowej.
Srebrny medalista igrzysk Imperium Brytyjskiego i Wspólnoty Brytyjskiej w 1962, a także igrzysk panamerykańskich w 1963 roku.

## Letnie Igrzyska Olimpijskie 1964
| Konkurencja      | Rundy eliminacyjne      | Rundy eliminacyjne    | Rundy eliminacyjne    | Klas. końcowa |
| Konkurencja      | Przeciwnik I            | Przeciwnik II         | Przeciwnik III        | Miejsce       |
| ---------------- | ----------------------- | --------------------- | --------------------- | ------------- |
| 63 kg styl wolny | Ebrahim Sejfpur (IRI) Z | Tauno Jaskari (FIN) P | Bobby Douglas (USA) P | 9.            |

| Konkurencja          | Rundy eliminacyjne | Rundy eliminacyjne | Klas. końcowa |
| Konkurencja          | Przeciwnik I       | Przeciwnik II      | Miejsce       |
| -------------------- | ------------------ | ------------------ | ------------- |
| 63 kg styl klasyczny | Don Cacas (AUS) Z  | Ron Finley (USA) P | 20.           |